# Edison Manufacturing Company
Die Edison Studios waren eine US-amerikanische Filmproduktionsfirma.

## Geschichte
Das Studio wurde von Thomas Alva Edison 1894 gegründet. Es war an der Produktion von über 1200 Filmen beteiligt, darunter 54 Langfilme. Von 1894 bis 1911 trug es den Namen Edison Manufacturing Company und von 1911 bis zu seiner Schließung 1918 hieß es Thomas A. Edison, Inc. Der wichtigste Regisseur des Studios war Edwin S. Porter, die heute bekanntesten Filme sind Der Kuss (1896) und Der große Eisenbahnraub (1903).
Vor allem zwischen 1900 und 1907 produzierte das Studio auch einflussreiche Komödien, darunter mit Uncle Josh die erste Filmserie überhaupt, bevor ihnen die Starkomödien anderer Studios mit Max Linder, John Bunny, Mabel Normand etc. den Rang abliefen. Neben der ersten Filmserie ging mit What Happened to Mary auch das erste US-amerikanische Filmserial aus den Edison Studios hervor.

## Produktionen (Auswahl)
- 1894: Fred Ott’s Sneeze
- 1894: Bucking Broncho
- 1895: Princess Ali
- 1896: Der Kuss
- 1896: The Lone Fisherman
- 1896: Watermelon Contest
- 1898: The Passion Play of Oberammergau
- 1898: The Ball Game
- 1898: Turkish Dance, Ella Lola
- 1900: Faust and Marguerite
- 1900: The Mystic Swing
- 1900: Uncle Josh’s Nightmare
- 1900: Uncle Josh in a Spooky Hotel
- 1900: An Artist’s Dream
- 1901: Terrible Teddy, the Grizzly King
- 1901: Why Mr. Nation Wants a Divorce
- 1901: The Gordon Sisters Boxing
- 1901: What Happened on Twenty-third Street, New York City
- 1901: The Martyred Presidents
- 1902: Uncle Josh at the Moving Picture Show
- 1902: Life of an American Fireman
- 1902: Fun in a Bakery Shop
- 1903: Electrocuting an Elephant
- 1903: Uncle Tom’s Cabin
- 1903: Move On
- 1903: Der große Eisenbahnraub
- 1904: Maniac Chase
- 1904: Battle of Chemulpo Bay
- 1904: Dog Factory
- 1904: European Rest Cure
- 1904: The Suburbanite
- 1905: The Night Before Christmas
- 1906: Dream of a Rarebit Fiend
- 1906: Getting Evidence
- 1907: College Chums
- 1907: Laughing Gas
- 1908: Rescued from an Eagle’s Nest
- 1910: Frankenstein
- 1910: Alice in Wonderland
- 1910: A Trip to Mars
- 1912: What Happened to Mary (Serial)
- 1912: The Land beyond the Sunset
- 1912: A Suffragette in Spite of Himself
- 1912: The Totville Eye